# Glacier du Mont-Miné
Le glacier du Mont Miné est un glacier des Alpes s'épanchant en Suisse dans le canton du Valais.

## Géographie
Le glacier prend sa source au col des Bouquetins, à l'ouest de la Tête Blanche. Il s'épanche en direction du nord entre les dents de Bertol et l'aiguille de la Tsa à l'ouest le mont Miné à l'est. Au nord du mont Miné, ses eaux de fontes rejoignent la Borgne de Ferpècle, qui prend sa source dans le vallon situé sur l'est (celui du glacier de Ferpècle).